# Northern Rovers
Der Northern Rovers Football Club ist ein neuseeländischer Fußballklub aus Glenfield, einer Vorstadt von Auckland.

## Geschichte
Der Klub entstand im Jahr 2020 durch eine Fusion von Forrest Hill Milford United und der Glenfield Rovers. Zur Saison 2021 nahm die Männer-Mannschaft gleich am Spielbetrieb der Northern League innerhalb der wiedereingeführten National League teil. Mit nur 11 Punkten stieg man aber nach dieser Saison als Vorletzter direkt wieder in die NRFL Division 1 ab. Dort spielt man auch noch bis heute.
Die Frauen-Mannschaft nimmt innerhalb der NFRL Premiership an der Women’s National League teil.